# Burmai gébics
A burmai gébics (Lanius collurioides) a madarak osztályának verébalakúak (Passeriformes) rendjébe és a gébicsfélék (Laniidae) családjába tartozó  faj.

## Rendszerezése
A fajt René Primevère Lesson francia orvos és ornitológus írta le 1834-ben.

## Alfajai
- Lanius collurioides collurioides Lesson, 1831
- Lanius collurioides nigricapillus Delacour, 1926[2]

## Előfordulása
Délkelet-Ázsiában, Banglades, India, Kambodzsa, Kína, Laosz, Mianmar, Thaiföld és Vietnám területén honos. Természetes élőhelyei a szubtrópusi és trópusi síkvidéki és hegyi esőerdők, szavannák és cserjések, valamint szántóföldek és vidéki kertek. Vonuló faj.

## Megjelenése
Testhossza 21 centiméter.

## Természetvédelmi helyzete
Az elterjedési területe rendkívül nagy, egyedszáma pedig stabil. A Természetvédelmi Világszövetség Vörös listáján nem fenyegetett fajként szerepel.